# Faro de Cabo de Hook
El Faro de Cabo de Hook (en inglés: Hook Head Lighthouse) es un faro situado en el Cabo de Hook, cerca de la localidad de Waterford, Condado de Wexford, Irlanda, en el lado oriental de la Bahía de Waterford. Es el faro más antiguo de Irlanda y uno de los más antiguos del mundo todavía en operación, remontándose su origen de forma legendaria hasta el siglo V e históricamente documentado al siglo XII.

## Historia
La tradición dice que el legendario misionero cristiano San Dubhán fundó un monasterio al norte del Cabo de Hook en el siglo V. El promontorio donde se asentaba llegó a ser conocido como Rinn Dubhán. Dubhán es una palabra irlandesa que significa lo mismo que la inglesa Hook, gancho o anzuelo. Según relata esa tradición, San Dubhán instaló una baliza luminosa alimentada con madera para ayuda de los barcos que entraban en la Bahía de Waterford.
A finales del siglo XII, un caballero normando, Raymond FitzGerald, marido de la única hermana de Richard FitzGilbert de Clare, desembarcó en Baginbum, 9 km al noreste del Cabo de Hook. Allí instaló un fuerte y desde allí desbarató el ataque irlandés desde Waterford, lo que permitió su posterior captura y la de Dublín. Aunque FitzGerald murió en 1182, algunos autores afirman que dejó construida una torre en el Cabo de Hook, alrededor de 1172, como defensa de la Bahía de Waterford.
Recientemente se le atribuye a Guillermo el Mariscal, caballero anglo-normando al servicio de los reyes de Inglaterra desde Enrique II hasta Enrique III, la construcción de la torre e instalación de una baliza luminosa en lo alto de la misma. El faro quedó al cuidado de los monjes del Priorato de San Agustín en Ross. El faro siguió en funcionamiento hasta la Guerra Civil inglesa en 1641 en que los monjes debieron abandonar el lugar. La torre medía originalmente 18 metros de altura con un diámetro de 8,5 metros, aunque fue posteriormente recrecida hasta los 24 metros y su diámetro hasta los 12 metros al construir una escalera en espiral por el exterior de la antigua torre.
El faro permaneció inactivo hasta que el rey Carlos II de Inglaterra concedió una patente a Sir Richard Reading en 1665 para construir seis faros en la costa irlandesa, uno de los cuales fue el del Cabo de Hook. Reading construyó una linterna donde alojar el fuego de madera o carbón que entonces se usaba para iluminar los faros. Hacia 1667 el faro estaba de nuevo en funcionamiento.
En 1704, la reina Ana I de Inglaterra transfirió la gestión de los faros de Irlanda al Revenue Commisioners, antecedente del actual Commisioners of Irish Lights. Hacia 1791 el faro presentaba un notable tan mal estado de conservación que el Commisioners Board autorizó a efectuar obras de reparación en éste y en otros faros. Se construyó entonces una nueva linterna de 3,65 metros de diámetro y se instalaron 12 lámparas de Argand alimentadas con aceite y relectores parabólicos catóptricos. 

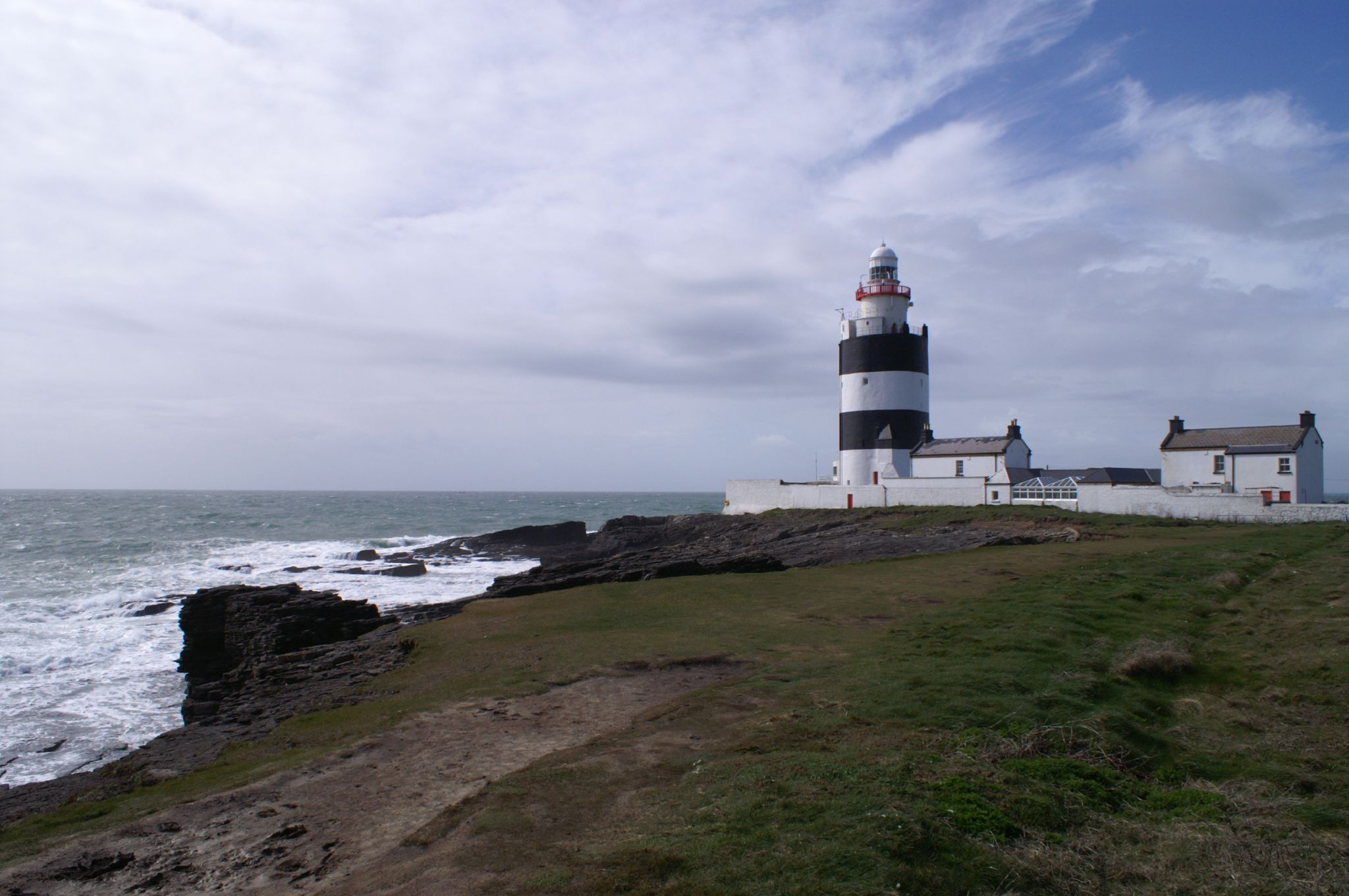
Perspectiva del Faro de Cabo de Hook

En 1838 fue instalada una campana para señales sonoras en tiempo de niebla. En 1864 se construyó una nueva linterna y se instaló una nueva óptica fija de lentes dióptrica en lugar de los reflectores catóptricos. En 1871 las lámparas de aceite fueron sustituidas por unas nuevas alimentadas con gas de carbón que funcionaron hasta 1910. La señal sonora fue sustituida por un cañón en 1872 y en 1905 por una carga explosiva que se colocaba en la cúspide de la linterna y que se disparaba dos veces cada seis minutos. 
El 1 de enero de 1911 entró en funcionamiento una nueva óptica rotatoria de Lentes de Fresnel de tercer orden de 500 mm de distancia focal y lámparas alimentadas con parafina vaporizada. En 1933 el faro se pintó con dos grandes bandas negras horizontales que todavía muestra en la actualidad. 
El faro fue electrificado en 1972, fijada la característica a un destello de 0,11 segundos en 3 segundos y un alcance de 25 millas náuticas, e instalada una Baliza radar o RACON, en 1974. En 1975 la carga explosiva que funcionaba como señal sonora fue eliminada y sustituida por una bocina de aire comprimido emitiendo una señal cada 30 segundos que asu vez fue sustituida en 1995 por una bocina eléctrica pasando a emitir dos señales cada 45 segundos. Desde 1978 el faro también está iluminado mientras la señal sonora está en funcionamiento.
El faro fue automatizado en 1996 y se controla desde entonces desde las instalaciones del Irish Lights en Dún Laoghaire. Hoy en día el faro es una atracción turística de la zona que recibe gran número de visitas.

## Características
El faro emite un destello de luz blanca en un ciclo de 3 segundos, con alcance nominal nocturno de 23 millas náuticas. Tiene instalada asimismo una Baliza radar o RACON, que emite la letra K en código morse en ciclos de 120 segundos con un alcance de 10 millas náuticas. Asimismo tiene una señal sonora que emite 2 señales cada 30 segundos. En caso de presencia de niebla en horas diurnas, y mientras la señal sonora esté activada, el faro permanece encedido.